# Meurtre au music-hall
Pour plus de détails, voir Fiche technique et Distribution.
Meurtre au music-hall (Murder in the Music Hall) est un film américain en noir et blanc réalisé par John English, sorti en 1946.

## Synopsis
À New York, dans la salle de music hall du Radio City Music Hall. La danseuse sur glace Lila Laughton, de la troupe The Rockettes (en), reçoit la visite d'un ancien petit ami récemment sorti de prison, le producteur de spectacles Carl Langpour. Il lui intime l’ordre de participer au nouveau spectacle qu'il a mis sur pied, sans quoi il révélera publiquement qu'elle a empoisonné son ex-amant Douglas cinq ans auparavant.

## Fiche technique
- Réalisation : John English
- Scénario : Arnold Phillips, Maria Matray
- Photographie : Jack Marta
- Montage : Arthur Roberts
- Musique : Walter Scharf
- Producteur : Hermann Millakowsky
- Société de production et de distribution : Republic Pictures
- Pays de production :  États-Unis
- Langue originale : anglais américain
- Format : noir et blanc — 35 mm — 1,37:1 — son : mono (RCA Sound System)
- Genre : policier, musical
- Durée : 84 minutes
- Dates de sortie :
  - États-Unis : 10 avril 1946
  - France : 12 avril 1980

## Distribution
- Vera Ralston : Lila Laughton
- William Marshall : Don Jordan
- Helen Walker : Millicent
- Nancy Kelly : Mme Rita Morgan
- William Gargan : l'inspecteur Wilson
- Ann Rutherford : Gracie
- Julie Bishop : Diane
- Jerome Cowan : George Morgan
- Edward Norris : Carl Lang
- Paul Hurst : Hobarth
- Frank Orth : Henderson, le régisseur
- Jack La Rue : Bruce Wilton
- James Craven : M. Winters
- Tom London : L'officier de police Ryan